# Irohahime
Irohahime (五郎八姫 Ngũ Lang Bát Cơ, 2 tháng 8, 1594 – 4 tháng 6 năm 1661)  là con gái đầu của Date Masamune và Megohime và là vợ của Matsudaira Tadateru, con trai thứ sáu của Tokugawa Ieyasu. Bà có pháp danh là Thiên Lân Viện (天麟院).

## Cuộc đời
Irohahime được sinh ra ở Jurakudai và là con cả của Masamune. Mặc dù vợ chồng Masamune mong muốn sinh ra một người con trai có thể thừa kế gia tộc Date, nhưng con đầu lòng của họ lại là con gái. Vì Masamune đang mong đợi một đứa con trai nên ông đã chọn cho con gái mình một cái tên có phát âm như tên dành cho nam giới. Tuy nhiên, sau khi bà được sinh ra, cái tên đó vẫn được giữ nhưng cách phát âm đã được sửa đổi cho phù hợp với hình tượng nữ tính của bà.
Sau khi di cư đến nhiều nơi khác nhau, từ Jurakudai đến Fushimi, rồi khi đến Osaka, Irohahime đã đính hôn với con trai của Ieyasu, Tadateru, vào ngày 20 tháng 1 năm 1599.Cuộc hôn nhân của bà mang tính chất chính trị dưới chiến lược của Ieyasu nhằm củng cố mối quan hệ với các daimyō đầy quyền thế. Năm 1603, bà chuyển từ Fushimi sang sống ở thành Edo và vào ngày 24 tháng 12 năm 1606, bà kết hôn với Tadateru. Vợ chồng bà chung sống hạnh phúc, song họ không có con. Năm 1616, bà ly dị Tadateru khi ông bị tước bỏ địa vị của mình, và trở về với cha bà Masamune, sau này bà đã chuyển đến sống ở Sendai.
Khi bà sống ở Nishikan trong thời kỳ này, bà cũng được biết đến với cái tên Tây Quán Điện (西館殿). Bà mất vào ngày 4 tháng 6 năm 1661, hưởng thọ 68 tuổi. Ngôi mộ của bà nằm trong Đền Tenrinin ở Matsushima.

## Huyền thoại
- Irohahime thường được nhắc đến là một cô con gái xinh đẹp và thông minh đến nỗi cha bà đã từng than thở, "hãy thử tưởng tượng nếu con bé là con trai." Date Tadamune, em trai cùng mẹ của bà, cũng phát triển dựa vào trí thông minh của bà.
- Irohahime được cho là Kitô hữu [4], vì mẹ bà Megohime cũng đã từng là một người theo đạo Kitô. Khi bà ly dị Tadateru, bà vẫn ở tuổi đôi mươi và cha mẹ bà được cho là đã yêu cầu bà tái giá, nhưng bà đã từ chối. Người ta nói rằng bà đã từ chối lời đề nghị kết hôn trong suốt phần còn lại của cuộc đời, bất kể cha mẹ cô và những người xung quanh khuyên bà nên tái hôn vì bà tin vào giáo lý Kitô giáo, thường không cho phép ly dị.
- Bởi vì Irohahime sinh ra và lớn lên ở Kyoto, nên những lời nói và phong tục của bà cũng theo phong cách đặc trưng của Kyoto. Khi bà chuyển đến Sendai sau khi ly hôn, bà đã có một khoảng thời gian khó khăn để làm quen với phương ngữ Tōhoku cũng như cách sống của Tōhoku.

## Trong văn hóa đại chúng
Hình tượng của Irohahime xuất hiện trong bộ phim taiga của NHK Dokuganryū Masamune, do Sawaguchi Yasuko thể hiện.